# Asnières-sur-Vègre
Asnières-sur-Vègre är en kommun i departementet Sarthe i regionen Pays de la Loire i nordvästra Frankrike. Kommunen ligger i kantonen Sablé-sur-Sarthe som tillhör arrondissementet La Flèche. År 2022 hade Asnières-sur-Vègre 337 invånare.

## Befolkningsutveckling
Antalet invånare i kommunen Asnières-sur-Vègre
| Referens: INSEE |